# ناردين فرج
ناردين فرج (2 سبتمبر1982- ) ممثلة ومقدمة برامج مصرية.

## حياتها
ولدت في القاهرة هي من مدينة الأسكندرية ولها أصول لبنانية
درست إدارة الأعمال، متزوجة ناردين من رجل لبناني-مصري ولديها إبنتان مايا ودانا

## مشوارها المهني

### العمل الإذاعي
بدأت عملها في مجال الإذاعة من خلال صديقها «أحمد فهمي» مدير إذاعة «نجوم إف إم» عام 2008، وأخبرته أن لديها رغبة في أن تصبح مذيعة راديو، لكنه لم يأخذنها على محمل الجد، فأصررت على الطلب ووافق، وقال لها إنه لن يتوسط لها، وكل ما سيفعله أنه سيسمح لها بعمل اختبار لصوتى هناك لتقرر المحطة فيما بعد، وقد كان، ففى هذا التوقيت كان أحمد يونس يقدم برنامج «عيش صباحك»، إلا أنه كان قد قرر ترك الإذاعة، ففوجئت بهم يتصلون بها بعد أسبوعين فقط من الاختبار لأنهم في حاجة إلى فتاة لتشارك في تقديم البرنامج الصباحى مع مروان قدري، فبدأت معهم على الفور، وخلال هذه الفترة كانت تقدم برنامج صباحي مباشر، حيث كانت تقوم بإعداد الفقرات والتواصل مع الضيوف المشاركين في البرنامج
كما أنها شاركت في تجربة إنشاء إحدى إذاعات راديو النيل، حيث كانت المسئول الأكبر في إذاعة «هيتس إف إم» وعملت كمراقب لبرامج الراديو في عندما اتصل بها طارق أبوالسعود مدير شبكة راديو النيل في عام 2010 ليعرض علىّ أن
تتولى مسؤولية إدارة محطة إذاعة جديدة ستفتح حينها «هيتس إف إم» فوافقت على الفور فقد كان تحديا بالنسبة لها، فأنتقلت من منصب مذيعة إلى مديرة، بدأت التحضيرات وهي من قامت باختيار المذيعين ودربتهم على كيفية الحديث بالطريقة الحديثة للراديو، من 2010 إلى 2013 ، وكانت مسؤوليتها في تلك الفترة هي إحضار كافة متطلبات المذيعين، وتدريبهم، وإطلاق برامج جديدة، وإرشاد المذيعين حول كيفية التخطيط لبرامجهم اليومية، ومراقبة أداء المذيعين.

### إنتقالها للعمل التلفزيوني
في عام 2008
إنتقلت للعمل في محطة أو تي في المصرية، حيث قدمت برنامج نسائي، كان يستهدف جميع الجوانب التي تهم المرأة في مصر، فضلا عن مساعدتها في اختيارها فقرات البرنامج والموضوعات التي تناقشها في كل حلقة. في الفترة من 2009 إلى 2011، قدمت ناردين برنامجين على قناة أو تي في ، أحدهما كان برنامج قدمت برنامجاً صباحيا اجتماعياً مخصصاً للنساء ربّات المنازل، وقدّمت برنامجاً عن الأفلام وشباك التذاكر، وآخر يحمل عنوان «قعدة ستات» يتناول أربع سيدات. ولاحقاً قدّمت نحو أربع أو خمس حلقات إذاعية

### البرامج السياسية
قدمت برنامجاً سياسياً في العام 2012، في فترة الانتخابات الرئاسية، وكانت تجري مقابلات مع المرشحين للانتخابات الرئاسية وكان كل واحد منهم يتحدث عن برنامجه السياسي. هذه التجربة شكلّت تحدياً كبيراً لي.
عام 2013 عرض عليها المشاركة في برنامج صباحي على سي بي سي لتمثل الجيل الجديد من مذيعي الراديو في مصر.

### عملها كمنتجة
عملت كمنتج منفذ للمسلسل الإذاعي المصري "بمية راجل"

### العمل مع إم بي سي
قدمت فقرة "أرابز غوت تالنت أكسترا الموسمين الثالث والرابع .
في عام 2015 بدأت بتقديم برنامج إي تي بالعربي على شاشة ام بي سي 1
في سبتمبر 2017 اختيرت لتقديم مهرجان الجونة السينمائي بدورته الأولى 
في 2 ديسمبر 2017 قدمت برنامج المواهب ذا فويس كيدز 2 وبرنامج ذا فويس في موسمه الرابع برفقة الإعلامي السعودي بدر آل زيدان في 10 مارس 2018.
في سبتمبر 2018 قدَّمت الإعلامية حفلة ختام مهرجان «الجونة السينمائي» في دورته الثانية كما قدمت برنامجاً عبر الإنترنت مع مجلة «فوغ» العالمية خلال المهرجان وتقوم فكرة البرنامج على استضافة الفنانين للحديث عن مشاركتهم في المهرجان

## في التمثيل
- 2016: فوق مستوى الشبهات [7]
- 2017: الحساب يجمع[8]
- 2020: ليه لأ
- 2021: لعبة نيوتن
- 2021: قصر النيل
- 2022: سوتس بالعربي
- 2022: الجريمة
- 2022: الغرفة 207
- 2024:بين السطور
- 2024: رقم سري

## وصلات خارجية
- ناردين فرج على موقع الدهليز
- ناردين فرج على موقع قاعدة بيانات الأفلام العربية